# Glass of Water
"Glass of Water" is een lied van de Britse band Coldplay van het album Prospekt's March.
Het nummer werd door de bandleden geschreven tijdens de opname van hun vierde album, Viva la Vida or Death and All His Friends (2008). Hoewel het nummer niet als single werd uitgebracht, kwam het toch binnen in de UK Singles Chart, de Canadian Singles Chart en de Bubbling Under Hot 100 Singles van Billboard. Een liveversie van het nummer verscheen later op het livealbum LeftRightLeftRightLeft.